# بيلي لونش
بيلي لونش (بالإنجليزية: Billy Lynch)‏ هو لاعب كرة قدم أسترالية أسترالي، ولد في 14 أبريل 1909 في Kensington, Victoria ‏ في أستراليا، وتوفي في 21 مارس 1985 في إيفانهو ‏ في أستراليا.

## وصلات خارجية
- بيلي لونش على موقع AustralianFootball.com (الإنجليزية)
- بيلي لونش على موقع AFLtables.com (الإنجليزية)